# Свято-Духівський скит Жидичинського монастиря

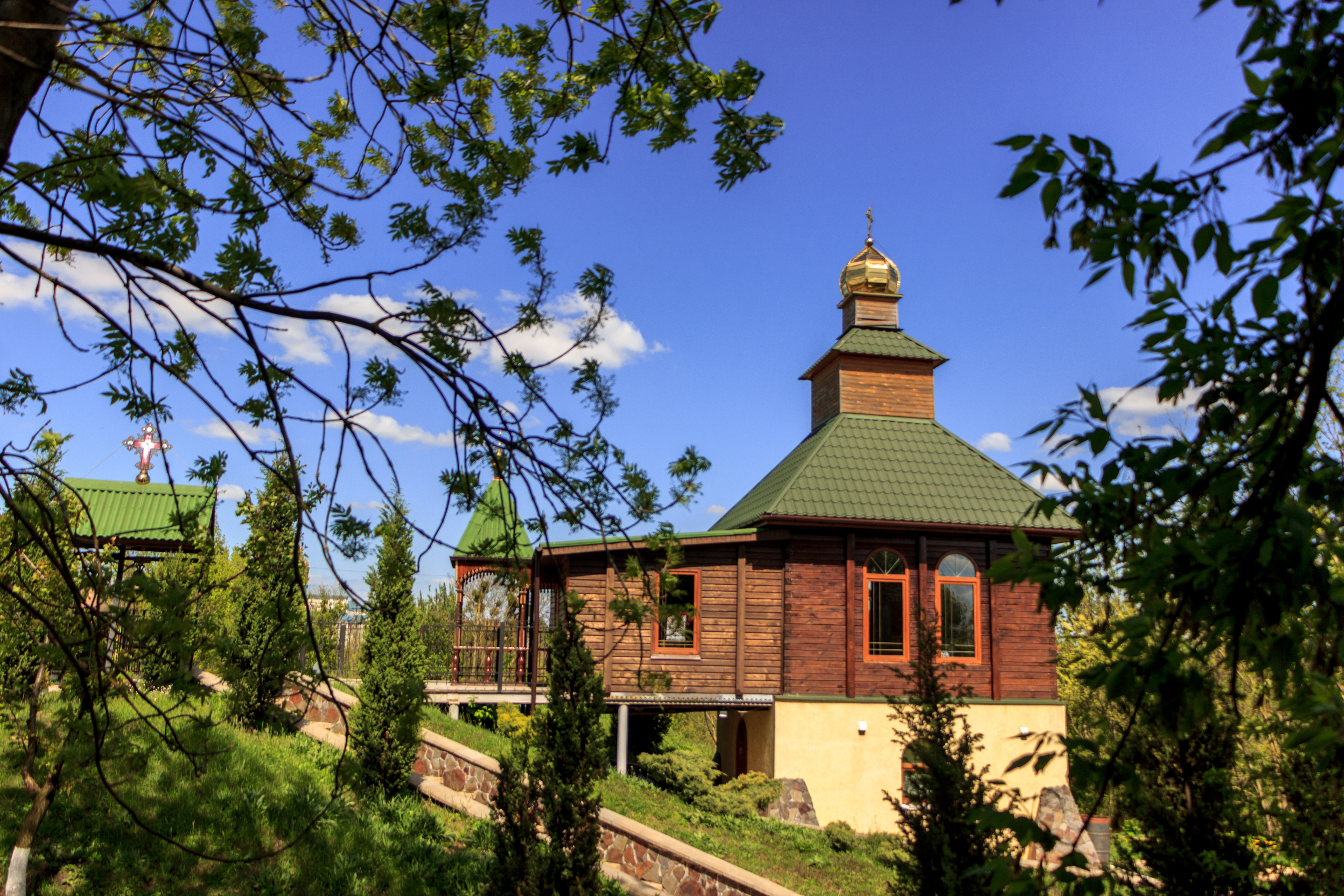
Храм Святого Духа

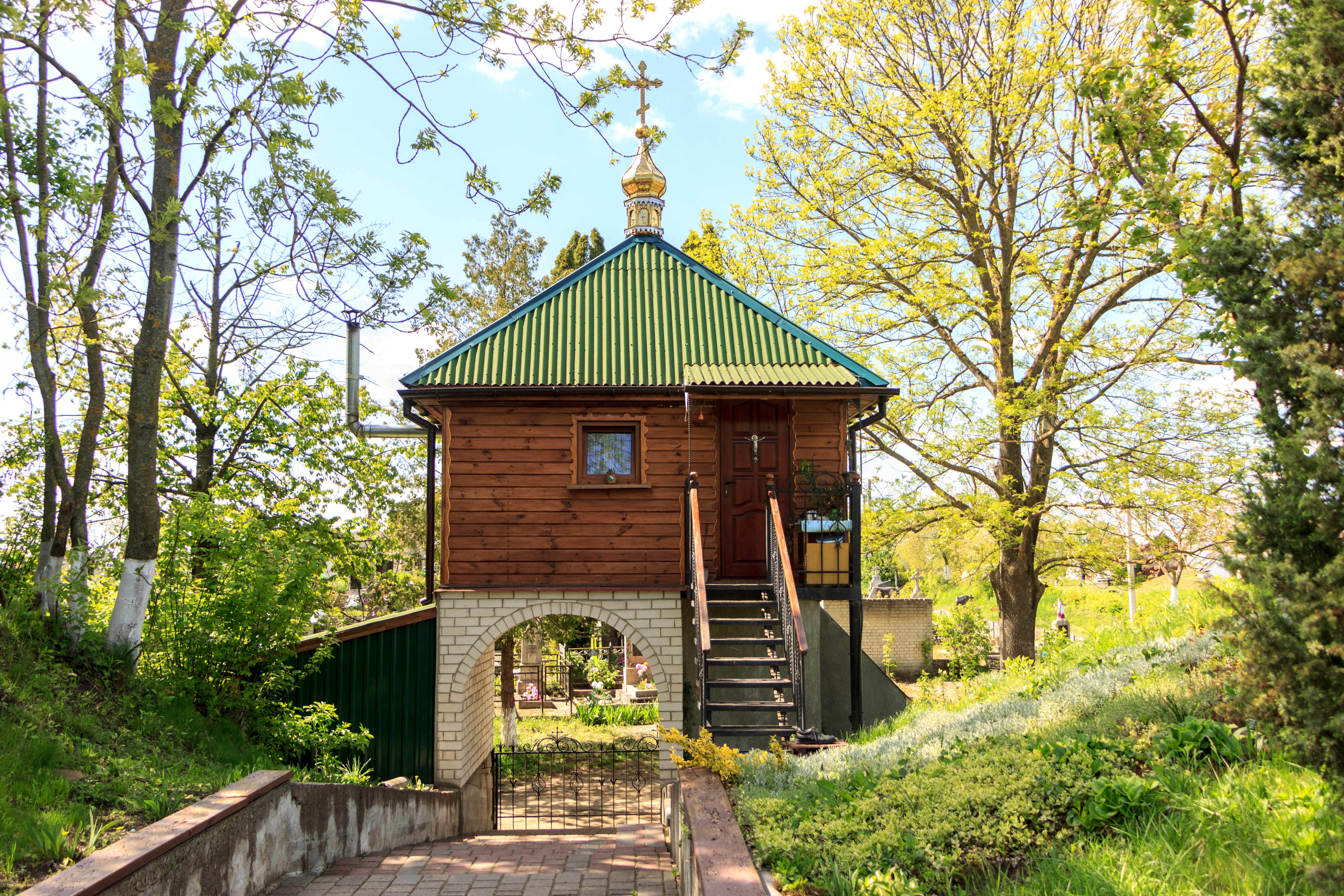
В'їзна брама Свято-Духівського скита

Скит Святого Духа — православний скит у селі Жидичин Ківецівського району Волинської області. Саме пагорб Святий Дух, як його з давніх часів називають місцеві, вважається першим місцем розташування Свято-Миколаївського Жидичинського монастиря.
Дослідники волинської історії підтверджують існування. «Тут стояла колись церква Святого Духа і від неї курган отримав таку ж назву». В історичних документах цей храм вперше згадується в XVII столітті.
Легенда розповідає, що колись на цьому місці розміщувалась церква Святого Духа, яку люди занедбали. Як наслідок храм провалився під землю, а дзвони впали у річку Стир, яка протікає поруч. В період Другої світової війни на цей пагорб звозили поранених, які перебуваючи на Святому Дусі цілу ніч повністю зцілялися.
У 2008 році з ініціативи братії Жидичинського монастиря розпочалось відродження землі, яка дихає святістю.
14 жовтня 2010 року селі Жидичин освятили відбудований Свято-Духівський скит Свято-Миколаївського чоловічого монастиря.
Скит — в християнстві житло відлюдника, самостійне чи структурно виділене в монастирі усамітнене житло. Ченці, які живуть в скиті, беруть додаткові обітниці (наприклад строгого посту, посиленої молитви, задвітництва тощо).

Сьогодні на скиту у Жидичині — храм Святого Духа, дві каплички і три келії. Братія розводить голубів, які здавна є символом Святого Духа.

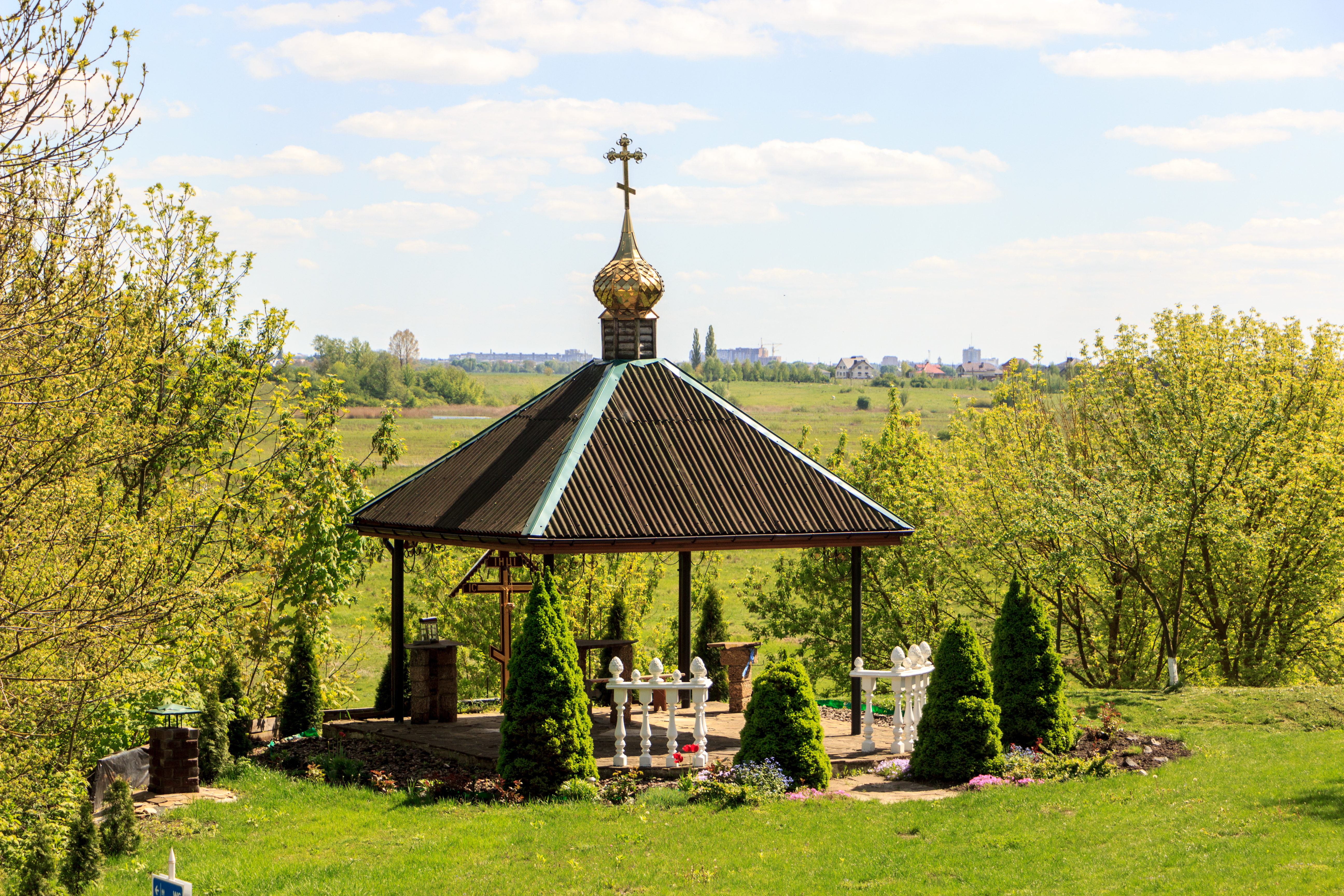
Літня капличка

Особливо шановані святині скиту — ікона з частинкою мощей Вифлиємських немовлят, ікона Пресвятої Трійці з частинкою Мамрійського дуба та ікона з частинкою мощей преподобного Меркурія, ігумена Бригинського.